# 齊環
齊環（？—1660年1月12日），字成玉，雲南永昌軍民府永平縣人，南明政治人物。

## 生平
齊環是崇禎十二年（1639年）己卯科鄉試舉人，永曆年間任吏科都給事中，上陳楊展、文光的忠節，指出楊展救蜀功勞巨大，給予諭祭。歷官大理寺卿，陞兵部尚書，與馬吉翔不和，永曆十三年十二月（1660年1月）病卒，妾葉氏抱著他的兒子投井而死。

## 引用
1. 1 2  錢海岳《南明史·卷五十一·列傳第二十七》：（齊）環，字成玉，永昌永平人。崇禎十二年舉於鄉。吏科都給事中，疏陳楊展、范文光忠節，展屯田救蜀尤功大，得諭祭。累轉大理卿、兵部尚書，與吉翔忤，妾葉抱子井死。
2. ↑  錢海岳《南明史·卷四·本紀第四》：（永曆十三年十二月丁亥）尚書齊環、將軍徐鳳翽卒。